# Karor Lal Esan
Karor Lal Esan (en ourdou : كروڑ لعل عيسن), Kot Karor ou anciennement Depal Pur est une ville pakistanaise située dans le district de Layyah, dans la province du Pendjab. C'est la cinquième plus grande ville du district. Elle est située à près de 30 kilomètres au nord de Layyah et à 45 kilomètres au sud de Bhakkar.
La population de la ville a été multipliée par plus de quatre entre 1972 et 2017 selon les recensements officiels, passant de 8 454 habitants à 35 267. Entre 1998 et 2017, la croissance annuelle moyenne s'affiche à 2,4 %, équivalent à la moyenne nationale. Selon le recensement de 2023, la population de la ville monte à 38 375 habitants.
|            | 1972 (rec.) | 1981 (rec.) | 1998 (rec.) | 2017 (rec.) | 2023 (rec.) |
| ---------- | ----------- | ----------- | ----------- | ----------- | ----------- |
| Population | 8 454       | 11 290      | 22 595      | 35 267      | 38 375      |